# Metropolie Karpathos a Kasos
Metropolie Karpathos a Kasos  je jedna z metropolií Konstantinopolského patriarchátu, nacházející se na území Řecka.

## Historie
Ve 4. století byla zřízena eparchie Karpathos a to jako sufragána metropolie Rhodos. V první polovině 6. století byla eparchie povýšena na metropolii.
Roku 1204 dobyla ostrov Svatá říše římská. Roku 1224 jej dobylo znovu Nikájské císařství. Od roku 1272 ovládli území úřady Janovské republiky a od roku 1308 Benátská republika. Roku 1311 ovládl ostrov Maltézský řád a o čtyři roku později znovu Benátčané. Během katolické nadvlády byla metropolie neaktivní.
Roku 1537 byly Karpathos a Kasos dobyty Osmanskou říší.
Roku 1562 byla eparchie obnovena jako archieparchie a 1. května 1865 byla povýšena na metropolii.
Roku 1912 dobyly ostrovy Italové ale roku 1948 se staly znovu řeckými.